# Koivusaari (ö i Finland, Lappland, Rovaniemi, lat 66,02, long 26,69)
Koivusaari är en ö i Finland. Den ligger i sjön Sääskijärvi och i kommunen Ranua i den ekonomiska regionen  Rovaniemi ekonomiska region  och landskapet Lappland, i den norra delen av landet, 700 km norr om huvudstaden Helsingfors. Öns area är 0,2 hektar och dess största längd är 60 meter i sydöst-nordvästlig riktning.